# Funktionenkörper
(Algebraische) Funktionenkörper sind in der Mathematik algebraische Entsprechungen geometrischer Objekte. Funktionenkörper über endlichen Körpern spielen auch in der algebraischen Zahlentheorie eine wichtige Rolle.

## Algebraische Definition
Es sei {\displaystyle k} ein Körper. Dann heißt ein transzendenter Erweiterungskörper {\displaystyle K/k} von endlichem Transzendenzgrad ein (algebraischer) Funktionenkörper.
Der algebraische Abschluss von {\displaystyle k} in {\displaystyle K} heißt Konstantenkörper.
Funktionenkörper im engeren Sinne sind Funktionenkörper vom Transzendenzgrad 1 über einem endlichen Körper. Zusammen mit den algebraischen Zahlkörpern bilden sie die Klasse der globalen Körper.

## Geometrische Definition
Ist {\displaystyle X} ein ganzes algebraisches Schema über einem Körper {\displaystyle k}, so heißt der Halm der Strukturgarbe im generischen Punkt Funktionenkörper von {\displaystyle X}. Er ist ein Funktionenkörper über {\displaystyle k} im algebraischen Sinne.

## Beispiel
Die rationalen Funktionen auf einer (irreduziblen) Varietät bilden einen Funktionenkörper.